# Stanley Lord
Vous lisez un « article de qualité » labellisé en 2011.
Stanley Lord (13 septembre 1877 - 24 janvier 1962) est un marin britannique.
Né dans une famille qui le promet à une carrière dans les affaires, il choisit rapidement de se tourner vers la mer. Après des débuts prometteurs, il obtient très jeune ses brevets de capitaine et entre au service de la compagnie de cargos britannique Leyland Line. Après trois commandements, il est affecté en 1912 au Californian. C'est lors d'une traversée de ce navire entre Liverpool et Boston, en avril 1912, que Lord devient célèbre.
La nuit du 14 au 15 avril 1912, il est en effet proche du lieu du naufrage du Titanic, son cargo étant arrêté car pris dans les glaces. Lord dort, de même que son opérateur radio, lorsque ses officiers voient les fusées que tire l'équipage du paquebot. Ce n'est qu'au petit matin qu'il prend connaissance de la situation et rejoint le lieu du drame. Dans les jours qui suivent, la presse et les commissions d'enquête sur le naufrage le blâment pour n'avoir pas prêté assistance aux naufragés. Licencié de la Leyland Line, Lord connaît une fin de vie discrète, tout en tentant en vain de laver son nom.
Au fil du temps, deux clans, les Lordistes et leurs opposants, émergent pour défendre leurs positions quant aux accusations portées contre Lord. Les premiers considèrent qu'un autre navire se trouvait entre le Titanic et le Californian et que ce dernier n'aurait dans tous les cas pas pu arriver à l'heure. Les seconds considèrent que Lord aurait dû prêter assistance et aurait pu sauver de nombreuses vies. Cent ans plus tard, les deux camps continuent à s'affronter par le biais d'ouvrages et d'articles. Le dossier a toutefois été rouvert à la suite de la découverte de l'épave du Titanic, et en 1992, il a été officiellement reconnu que Lord n'aurait pas pu arriver à l'heure mais qu'il aurait dû chercher à en savoir davantage sur l'origine des signaux de détresse.

## Biographie

### Un capitaine prometteur

#### Jeunesse et formation
Stanley Lord est né le 13 septembre 1877 à Bolton, dans le Lancashire. Né après cinq autres frères, il voit également mourir un petit frère alors qu'il a à peine sept ans. Sa famille est cependant relativement prospère, dans une région où prédomine encore l'industrie vieillissante du textile. C'est donc logiquement vers le milieu des affaires que ses parents attendent qu'il se tourne. Le jeune Stanley Lord parvient cependant à faire pression sur ces derniers pour rejoindre la marine, secteur qui le fascine.
Sa première expérience se fait donc à l'âge de treize ans, comme mousse à bord du trois-mâts barque Naiad. En 1897, après avoir passé ses certificats d'officier, il entre au service de la West India and Pacific Steam Navigation Company. Dans le même temps, il fait preuve d'un grand professionnalisme qui lui permet de gravir les échelons rapidement : en 1901, il passe ses certificats de capitaine (Master) et d’Extra Master (certificats permettant de commander les plus gros navires). À 23 ans, il devient ainsi nettement plus qualifié que nombre de marins plus âgés,. Le jeune homme semble donc promis à un bel avenir, et il ne fait alors aucun doute qu'il commandera tôt ou tard de grands paquebots transatlantiques qui assurent à leurs capitaines un grand prestige. Il fait par ailleurs une demande de candidature au sein de la renommée White Star Line en 1901. La compagnie ne lui proposant qu'une place de troisième ou quatrième officier, avec la possibilité de gravir les échelons, il refuse, considérant qu'on le sous-estime.

#### Premiers commandements

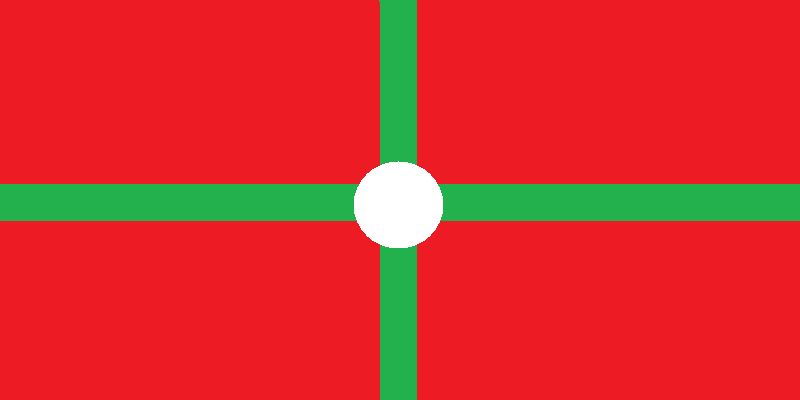
Les premiers commandements de Stanley Lord se sont faits au sein de la Leyland Line, grande compagnie de cargos britanniques.

La carrière de Lord à ce moment est par ailleurs sans tache : il a obtenu les deux plus hauts diplômes en un an là où la plupart des marins en mettent souvent cinq à dix ; le seul point noir relevé dans son dossier est une absence en 1899… pour cause de jambe cassée. En 1900, Lord devient employé d'une importante compagnie de cargos britannique, la Leyland Line, qui a absorbé la West India and Pacific Steam Navigation Company. Six ans plus tard, il obtient son premier commandement, à 29 ans.
Dans le même temps, le jeune capitaine affirme sa personnalité : il s'agit d'un homme particulièrement professionnel, mais très froid. Quand certains capitaines établissent une relation presque paternaliste avec leurs équipages, comme Edward John Smith, surnommé par tous « E.J. », Lord reste distant et ne tolère pas la familiarité. Cela ne date pas de son accession au grade de capitaine : déjà, alors qu'il n'était qu'un apprenti officier à bord de l’Iquique, il avait tancé ce qu'il pensait être un marin. Ce dernier s'était révélé être un officier, William Murdoch, qui serait à nouveau lié à la vie de Lord lors du naufrage du Titanic.
Après le commandement de l’Antillian en 1906, Lord passe à la tête du William Cliff puis du Louisianian. En 1912, enfin, il est affecté au Californian, modeste cargo pouvant également transporter quelques passagers. Dans le même temps, il épouse en 1907 Mabel Tutton, et l'année suivante nait un fils, Stanley Tutton Lord.

### Naufrage duTitanic

#### LeCalifornianpris dans les glaces

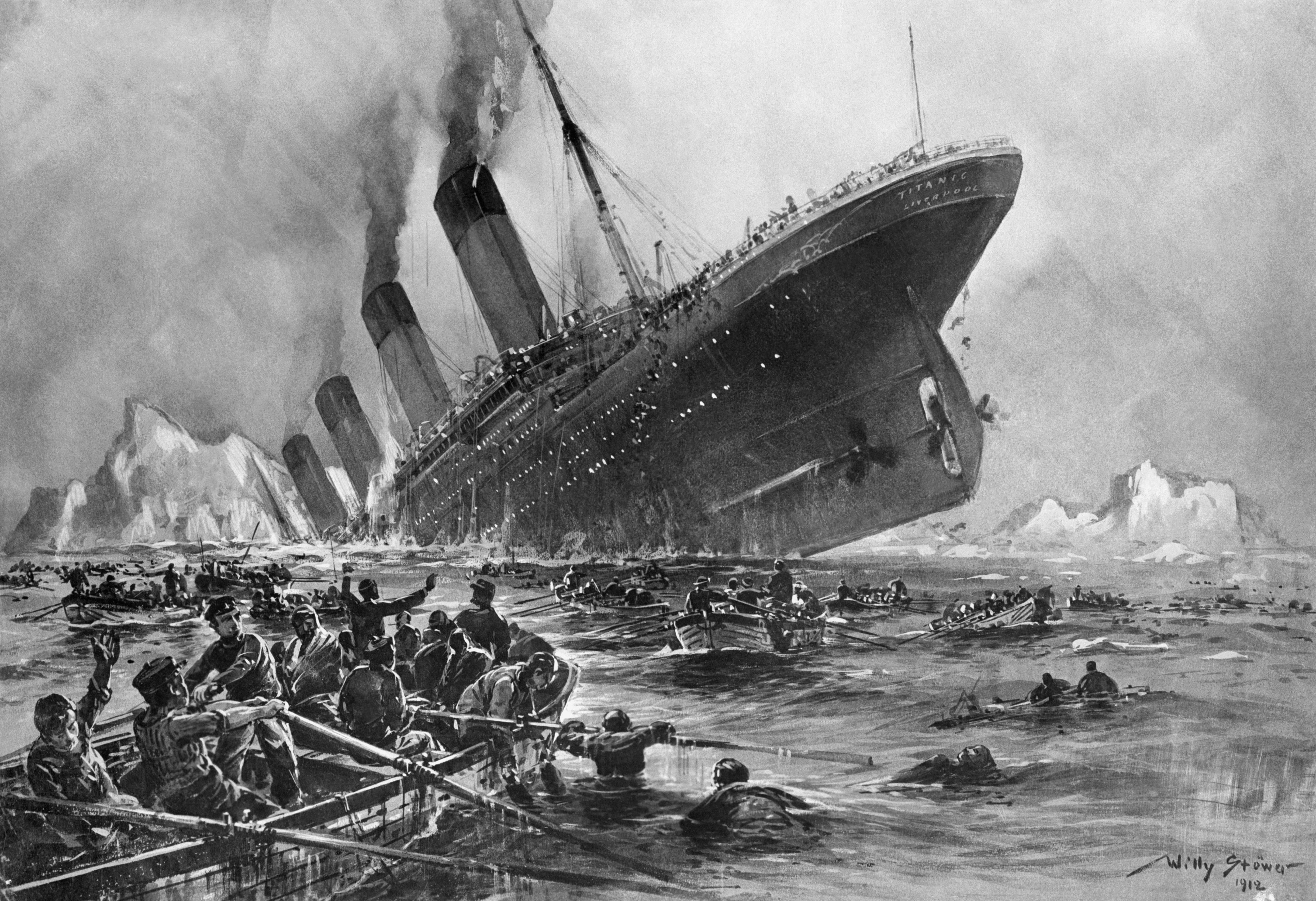
Le Californian était dans les environs du naufrage du Titanic le 15 avril 1912.

Le 5 avril 1912, le Californian part pour un voyage Liverpool - Boston : le départ est précipité, dans la mesure où le navire était arrivé tout juste cinq jours plus tôt après avoir essuyé une tempête qui avait endommagé sa cargaison. Cependant, et malgré quelques soucis logistiques, Lord parvient à faire partir le navire en bon ordre. Les premiers jours, sous un temps clair et beau, ne connaissent aucun problème. Le 14 avril, cependant, le temps se refroidit brusquement, tandis que des messages avertissant de glaces proches parviennent à la passerelle.
Vers 22 h 20 ce même jour, le cargo est cerné par les glaces. Par prudence, Lord fait stopper le navire tout en maintenant une pression suffisante des chaudières de façon à pouvoir repartir dès que possible. Dans un climat étonnamement calme, comme le relève l'officier Groves, alors de quart, Lord décide d'aller se reposer une partie de la nuit sur le canapé de la salle des cartes. Ceci lui permet de rester proche du centre névralgique du navire, et de garder un contact facile avec les officiers, à qui il a expressément demandé de lui signaler tout événement suspect. Vers 23 h 30, Lord, qui ne trouve pas le sommeil, aperçoit au loin les feux d'un navire, en même temps que l'officier Groves. Cependant, là où l'officier croit voir un paquebot, son commandant pense à un petit cargo. L'opérateur radio, Cyril Evans, s'étant couché peu de temps avant, les deux hommes tentent de communiquer avec le navire mystérieux à l'aide d'une lampe morse, sans succès. Le temps passant, les lumières du navire s'éteignent, ce qui n'a rien d'anormal pour les deux marins : éteindre les lumières d'un paquebot est habituel sur certains navires à la nuit tombée. Considérant que rien d'anormal ne se déroule, Lord retourne finalement dans la salle des cartes à minuit.
Avant de partir, Lord croise l'officier Stone, qui doit prendre son quart, et lui demande de prêter une grande attention à ce mystérieux navire. Peu avant une heure du matin, l'officier voit des tirs de fusées. L'apprenti officier qui l'accompagne, Gibson, prévient le capitaine, mais celui-ci, tout comme l'officier, considère que la couleur blanche des fusées indique que le navire essaie de signaler les glaces. Supposant que ce qui semble être un petit navire n'aura pas de station radio, Lord ne fait pas réveiller l'opérateur.
Vers 2 h 30, Stone remarque que le navire semble parti. Une heure plus tard, il aperçoit de nouvelles fusées : il ignore encore qu'il s'agit de celles que projette le Carpathia qui file au secours d'un Titanic déjà englouti par les flots.

#### Au petit matin

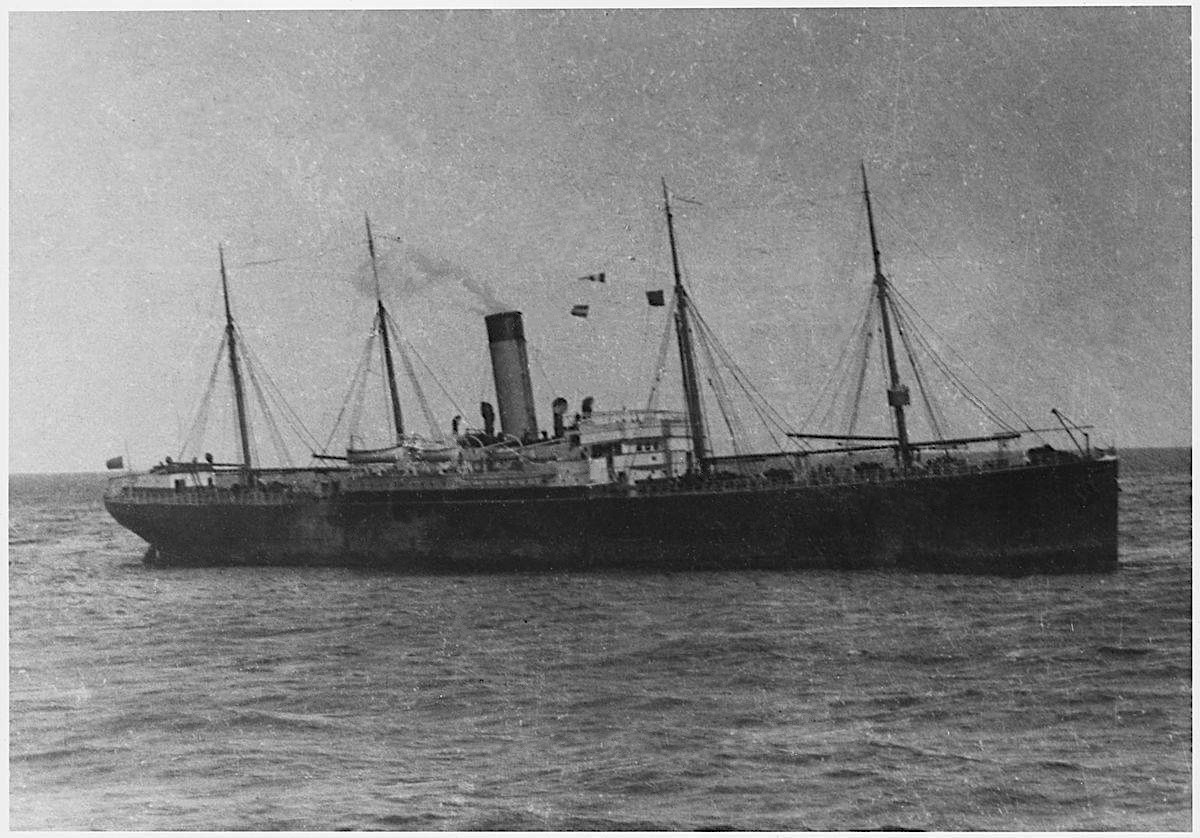
Le Californian, de la Leyland Line, était un cargo de taille modeste.

Vers 4 h 30, Stanley Lord est réveillé par son second, George Stewart, qui a pris son quart peu avant : il lui annonce qu'un vapeur (le Carpathia) est visible à 10 milles. Vers cinq heures, arrivé sur la passerelle, il décide de faire réveiller Cyril Evans tandis qu'il inspecte le champ de glaces. Lorsqu'il allume sa radio, Evans capte un navire proche, le Frankfurt, qui lui annonce directement : « Vous savez que le Titanic a coulé durant la nuit, à cause d'un iceberg ? » En demandant des précisions, il a confirmation que le paquebot vient de sombrer sur une position proche. À six heures, le Californian met ses machines en marche pour rejoindre le lieu du drame. Les glaces s'étant refermées derrière lui, il doit faire un détour par l'ouest avant de rejoindre un lieu qui se trouve pourtant au sud-est de sa position. Il est donc huit heures lorsqu'il arrive enfin auprès du Carpathia.
Lord prend alors contact avec le commandant Arthur Rostron, pour proposer ses services. Ce dernier lui répond qu'il part pour New York avec les rescapés, et lui suggère de patrouiller dans le secteur à la recherche d'éventuels survivants. Dans une eau à -2 °C, l'espoir est très faible. Les témoignages divergent sur le temps passé par Lord dans le secteur : tandis que l'officier Groves se souvient que le Californian est parti des lieux du drame vers 10 h 30, Lord consigne dans le livre de bord qu'il est resté jusqu'à 11 h 40.

### Suites du naufrage

#### Condamnation par les enquêtes

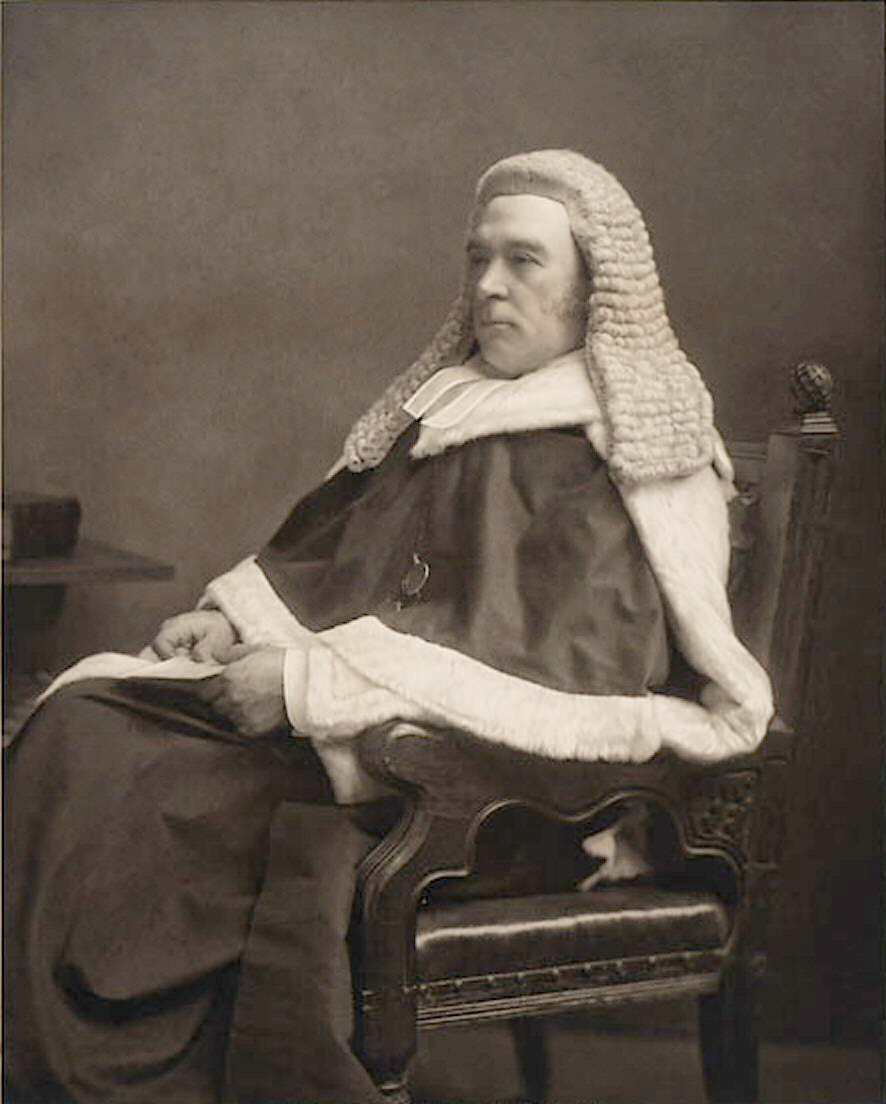
Lord Mersey a particulièrement accusé Stanley Lord.

Dans un premier temps, la question du Californian n'est pas abordée dans les commissions d'enquête. Lorsque Lord arrive à Boston, il est encore considéré comme un marin qui a tenté de chercher d'éventuels rescapés, mais n'a pu arriver à temps : certains journaux comparent même le Californian au Carpathia. Dans ses premières déclarations à la presse, il refuse de donner la position exacte de son navire la nuit du drame, qu'il qualifie excessivement de « secret d’État » ; il prend également les devants en faisant taire les rumeurs et en déclarant qu'il n'aura rien à cacher devant la commission d'enquête.
Les rumeurs se développent cependant rapidement. La commission américaine menée par le sénateur William Alden Smith met rapidement le doigt sur le navire mystérieux aperçu par plusieurs rescapés. Or, peu après le début de l'enquête, le chauffeur du Californian, Ernest Gill, raconte dans un journal (et contre plus d'un an de salaire), qu'il a vu le Titanic lancer des fusées et couler. Smith le fait donc convoquer pour tirer les choses au clair. Face à ce témoignage, Lord n'a qu'une réponse : « Gill est un menteur ». Le témoignage de Lord devant la commission n'arrange pas les choses. Il arrive avec l'image d'un homme hautain, qui a déclaré précédemment au Boston Journal : « Si je vais à Washington, ce ne sera pas à cause de cette histoire rapportée dans les journaux, mais pour dire au Comité pourquoi mon navire dérivait sans que ses machines soient en marche tandis que le Titanic fonçait à pleine vitesse. Ça ne prendra qu'une dizaine de minutes ». L'affaire lui prend cependant plus de temps : le sénateur Smith n'est déjà pas convaincu de son innocence, mais la froideur de Lord et sa tendance à se contredire jouent contre lui.
La commission américaine refuse de croire les dires de Lord selon lequel un troisième navire se serait trouvé entre les deux, et conclut que le Californian était plus près du Titanic que ne le reconnaît son commandant. Lord est donc jugé coupable de ne pas avoir prêté assistance au navire naufragé. Le 14 mai 1912, Lord, retourné au Royaume-Uni, comparaît devant la commission britannique menée par Lord Mersey : celui-ci a déjà un avis tranché sur la question, que le témoignage d'un Lord arrogant et cynique ne fait que confirmer. La commission conclut également que Lord est coupable, qu'il pouvait techniquement et sans danger porter secours au Titanic, et que « s'il l'avait fait, il aurait pu sauver de nombreuses vies sinon toutes ».

#### Une fin de vie discrète
Suspendu de son commandement du Californian durant la commission d'enquête, Lord reçoit en août une lettre lui annonçant qu'il ne commandera plus de navires de la Leyland Line. Quelques jours plus tard, une seconde lettre lui annonce que « ses services ne sont plus requis par la compagnie » : il est licencié. Lui qui semblait promis au commandement de grands paquebots se retrouve à la passerelle de cargos de la Nitrate Producers Steamship Co..
Le reste de sa vie est assez peu connu : il quitte rapidement le monde maritime pour vivre, assez confortablement, de ses investissements à terre. En 1955, l'historien Walter Lord (aucun lien de parenté entre les deux individus) écrit son ouvrage La Nuit du « Titanic », dans lequel il se montre assez critique envers son homonyme. Trois ans plus tard, l'ouvrage est adapté au cinéma. Stanley Lord, considérant que sa réputation est dégradée par le film, se rend aux bureaux de la Mercantile Marine Service Association de Liverpool, déclarant : « Je suis Lord, du Californian, et je viens laver mon honneur ». Personne ne l'y reconnaît, mais un employé tente, en vain, d'obtenir une réouverture du dossier.
Lord perd son épouse en 1957, et meurt le 24 janvier 1962 d'une insuffisance rénale chronique, sans avoir obtenu satisfaction. Il repose au cimetière de New Brighton, dans la ville de Wallasey (Merseyside).

## Polémique autour de l'action de Lord

### Une polémique fortement ancrée

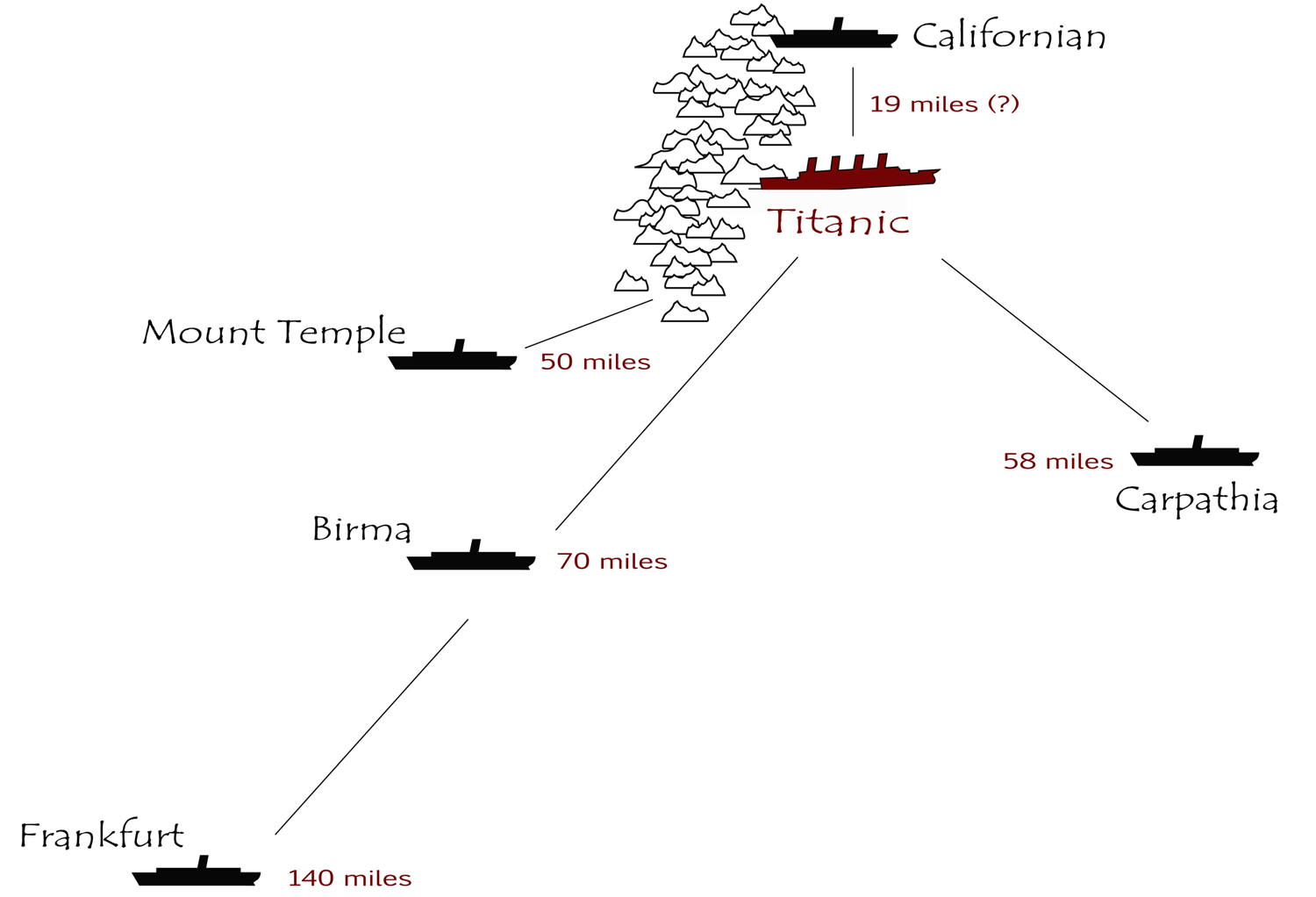
La position des navires situés autour du naufrage, en particulier du Californian, a conduit à une polémique sur Stanley Lord.

Dès 1912, les journaux et l'opinion s'emparent rapidement de l'affaire, comme en témoigne le verdict final des commissions d'enquête. Le débat tourne principalement autour de trois points : la distance séparant le Titanic du Californian, l'éventuelle présence d'un navire supplémentaire, et les moyens du Californian pour aider les naufragés. À cela s'ajoute un autre problème de taille concernant les correspondances entre les heures sur les deux navires : chaque navire en mer modifie quotidiennement l'heure de ses horloges à bord, en fonction de sa longitude, et il n'est pas certain que le changement prévu de nuit à bord du Titanic ait été fait dans la panique. Il est généralement admis que les heures du Californian ont 12 minutes d'avance sur celles du Titanic (bien que les choses puissent dans certains cas être plus complexes), ce dont la commission d'enquête britannique a refusé de tenir compte.
Concernant le navire vu, les opinions divergent à l'époque : Ernest Gill parle d'un navire à 10 milles tandis que l'équipage du Titanic le pensait très près : le capitaine Smith a envoyé plusieurs canots, pensant qu'ils l'atteindraient en moins d'une heure. Selon l'un des quartiers-maîtres du paquebot, le navire aperçu ne se trouvait pas à plus de 4 milles. Lord considère également que le navire qu'il a vu était à 5 milles, ce que ne permettent pas les positions respectives du Titanic et du Californian. L'enquête britannique conclut donc que la distance devait être de 8 à 10 milles. À cela s'ajoute la possibilité que plusieurs navires se soient trouvés dans ce secteur : les équipages du Titanic et du Californian auraient aperçu chacun un troisième navire, ce qui expliquerait que Lord ait dit avoir vu un cargo similaire au sien. Il est en effet certain qu'un certain nombre de voiliers qui n'avaient pas d'installation radio se trouvaient dans les environs, et n'auraient matériellement pas pu arriver à temps.
Le débat a donc fait couler beaucoup d'encre, les groupes de « Lordistes » (« Lordites » en anglais) et d'anti-Lordistes s'affrontant par ouvrages et articles interposés, même cent ans après les faits. Sans cesse, de fait, de nouveaux arguments sont apportés.

### Réouvertures postérieures du dossier

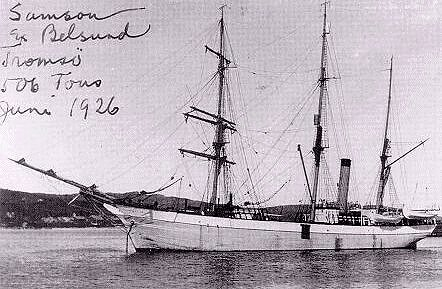
Le Samson est un des navires susceptibles de s'être trouvés entre le Californian et le Titanic.

Plusieurs réouvertures postérieures du dossier sont survenues au cours des années. Lorsque Lord lui-même se plaint à la Mercantile Marine Service Association, un secrétaire de cette association, Leslie Harrison, engage une action pour le réhabiliter. Malgré l'échec de son action, il publie en 1986 A « Titanic » Myth : The « Californian » Incident, contesté par les anti-Lordistes qui jugent qu'il élude certains faits. En 1962, un autre élément vient changer la donne : Eric Naess, second du navire norvégien Samson, déclare que le 14 avril 1912, il pêchait le phoque près de l'endroit du naufrage, dont l'équipage n'a pris connaissance que bien plus tard. Divers documents tendent à montrer que le Samson ne pouvait pas être là à cette date, mais certains historiens ont remis en cause ces analyses en démontrant que ces documents ne prouvent rien.
C'est cependant la découverte de l'épave du Titanic en 1985 qui a apporté un nouvel élément primordial : elle permet de rétablir les positions respectives du Californian et du Titanic, ce dernier se révélant bien éloigné de l'endroit où il avait officiellement sombré. L'enquête est donc rouverte au Royaume-Uni en 1995 et établit finalement que les deux navires étaient séparés par 19 milles, deux fois plus que ce qui était estimé précédemment. Les deux camps débattent également sur les possibilités dont disposait le Californian pour sauver les passagers du Titanic : quand bien même serait-il parti dès la réception du signal, les fortes glaces l'auraient ralenti, et ne lui auraient pas forcément permis d'arriver à temps. Qui plus est, il ne disposait pas des moyens suffisants pour transborder les passagers, encore moins dans ce temps réduit.
La conclusion du rapport de 1995 tente de satisfaire les deux parties en déclarant que « aucune action raisonnable du capitaine Lord n'aurait pu mener à une issue différente de la tragédie », tout en précisant que « cela ne change rien au fait que quelque chose aurait dû être tenté ». Le rapport déclare par ailleurs ne pas chercher à avoir la réponse à toutes les questions et rappelle aux gens que « il n'y a pas de méchant dans cette histoire, juste des êtres humains avec des comportements d'humains ». Cependant, ces conclusions ne satisfont ni les Lordistes ni les anti-Lordistes.
Ainsi, en 2009 dans son livre The Other Side of the Night, Daniel Allen Butler, anti-Lordiste, expose que le rapport de 1995 a été rendu pour des « raisons politiques ». Faisant appel à un psychiatre, il conclut que Stanley Lord était un sociopathe, qu'il oppose à Arthur Rostron, exposé en véritable héros du drame. De l'autre côté, Senan Molony, auteur de nombreux articles sur la polémique du Californian, et d'ouvrages plus généraux sur le Titanic, publie la même année le controversé « Titanic » Scandal : The Trial of the « Mount Temple », qui apporte de nombreux éléments nouveaux sur le paquebot Mount Temple qui se trouvait dans les environs, mais dont les résultats sont contestés.